# Joakim Ljunggren
Joakim Ljunggren, född 12 juni 1985, är en svensk enduroförare. Han bor i Karlskoga och Marbella i södra Spanien, men tävlar för Karlskoga EK. Under åren 2005 till 2015 var han fabriksförare för Husaberg / Husqvarna.
Ljunggren är en av Sveriges mest framgångsrika enduroförare. Han är son till Christer Ljunggren, som även han var en framgångsrik enduroförare.
Ljunggren fick sin första motocrosscykel, en Honda, som 5-åring. Han inledde sitt tävlande i motocross 1999 i 80cc, då han blev tvåa i SM. Han studerade på Motocrossgymnasiet i Tibro och är utbildad personbilstekniker. 
År 2005 var det första året hos Husaberg för Ljunggren, under vilket han skadade handleden och handen vid en supercrosstävling i Grekland. Året efter segrade han i Jordsprätten. Han inledde en lång segersvit i Enduro-SM och tog sitt första JVM-guld i enduro. År 2007 tog han sitt andra JVM-guld i enduro och sin tredje seger i Novemberkåsan i Trollhättan, men den första som senior och den första totalsegern. 
År 2008 deltog han för första gången i senior-VM. Han vann sin första seniora deltävling i Östersund och slutade på en total sjätteplats i Enduro-VM E2. År 2009 kom han på tredje plats i Enduro-VM E2 och deltog för första gången i Superenduro World Championship, där han slutade på en tredjeplats. År 2010 kom han på femteplats i Enduro-VM E2 och försvarade sin tredjeplats i Superenduro World Championship 2010/11. 
Han bytte från 450cc 4-takt till 300cc 2-takt år 2011 och då även till Enduro-VM E3, där han slutade trea. Han slutade på andra plats i Superenduro World Championship 2011/12. 
År 2012 deltog han i spanska mästerskapen och vann E3-klassen. Han slutade på andraplats i Enduro-VM E3 och slutade på sjätte plats i Superenduro World Championship 2012/13.
Då Husaberg år 2013 lade ner sin tillverkning, bytte Ljunggren märke till Husqvarna.
Ljunggren vann Stångebroslaget åren 2006, 2007, 2008 och 2009, totalsegrade i Novemberkåsan åren 2007, 2009, 2010, 2012, 2013, 2014, 2015, 2016 och 2019 där han tog hem sin 3:e kåsa och blev därigenom historisk som ensam innehavare av 3st kåsor. Han vann även Enduro-SM åren 2006, 2007, 2008, 2009, 2010 och 2011.
Ljunggren har gått i mål i 68 raka VM-deltävlingar och varit på topp tio hela 77 gånger, topp fem 49 gånger och 25 gånger på pallen. Han vann Novemberkåsan två gånger i junior-klassen åren 2001 och 2003.